# Замок Данманус

Герб вождів клану О'Магоні.

Замок Данмунус (ірл. Dunmanus Castl) — один із замків Ірландії, розташований в графстві Корк, біля затоки Данманус-Бей, біля півострова Мізнен.

## Історія замку Данманус
Замок Дунманус був побудований в 1430 році вождем ірландського клану О'Магоні — Доно Мором О'Магоні. Клан не визнавав англійської влади і довгий час лишався незалежним, вважав свої володіння окремим королівством. Колись в цьому районі були бази ірландських піратів Лемкон. Під час Дев'ятирічної війни в Ірландії під час якої ірландські повстанці вели боротьбу за незалежність Ірландії і були розбиті, замок Дунманус був взятий штурмом англійськими військами. Але пізніше клан О'Магоні повернув собі замок. У 1641 році замок був проданий Еммануелю Муру. У 1655 році замок був проданий серу Вільяму Петті.
Архітектура замку Дунманус нагадує архітектуру замку Кілкоу, тільки в зменшеній версії. Нині замок лежить в руїнах. Лишилася чотириповерхова прямокутна вежа. По кутах замку колись були п'ятиповерхові вежі. Колись замок був оточений ровом.